# Andrea Bréard
Andrea Bréard (* 1966 in München) ist eine deutsche Sinologin, Mathematikerin, Wissenschaftshistorikerin und Hochschullehrerin.

## Leben
Andrea Bréard erwarb 1991 das Diplom Mathematik, Studienrichtung „Informatik“ an der TU München, 1997 den Doktor der Philosophie in Kommunikations- und Geschichtswissenschaften, 1998 den Docteur in Epistémologie, Histoire des Sciences Exactes et des Institutions Scientifiques an der Universität Paris VII. Ab 2005 war sie Maître de conférences am Mathematik-Institut der Université Lille 1 und Mitglied des Laboratoire Paul Painlevé. 2008 habilitierte sie sich in Wissenschaftsgeschichte an der TU Berlin mit dem Thema „Reform, Bureaucratic Expansion and Production of Numbers: Statistics in Early 20th Century China“. Von 2009 bis 2012 war sie Professorin für Wissenschaftsgeschichte an der École Polytechnique, 2017 wurde sie Professorin für Wissenschaftsgeschichte an der Universität Paris-Saclay, Faculté des Sciences d’Orsay.
2021 nahm sie einen Ruf an die Universität Erlangen-Nürnberg auf die Alexander-von-Humboldt-Professur für Sinologie mit dem Schwerpunkt Geistes- und Kulturgeschichte Chinas an.
Ihre Hauptinteressen gelten der Mathematik in China, der Rolle der Quantifizierung in Wissenschaft, Staat und Gesellschaft im Hinblick auf deren globale und konzeptuelle Verstrickungen im modernen China, der Untersuchung von Modalitäten der Argumentation mit Zahlen, nicht im Sinne eines euklidischen Beweises, sondern kulturtechnisch im Sinne einer Einbettung sozial und statistisch konstruierter Zahlen in Narrative im vormodernen und modernen China, der Politisierung und Instrumentalisierung, sowie der Kulturrelevanz der nur scheinbar neutralen, objektiven Mathematik in China in globaler Perspektive (19. bis 21. Jahrhundert), der algorithmischen Sprache der Mathematik, insbesondere deren formalem Charakter und der statistischen Analyse von Aufzeichnungen von Zahlen auf Orakelknochen zur Rekonstitution divinatorischer Techniken in der chinesischen Antike.

## Mitgliedschaften und Auszeichnungen
- Im Jahr 2021 wurde Andrea Bréard in der Sektion Wissenschafts- und Medizingeschichte als Mitglied in die Nationale Akademie der Wissenschaften Leopoldina aufgenommen.[3]
- Alexander-von-Humboldt-Professur 2021.[4]
- Seit 2015 ist Andrea Bréard Korrespondierendes Mitglied der Académie Internationale d’Histoire des Sciences[5]
- 1999 erhielt sie den Prix des jeunes historiens der Académie Internationale d’Histoire des Sciences.[6]
- Für ihre Dissertation erhielt Andrea Bréard 1998 den Prix de thèse de l'AFEC der Association française d'études chinoises.[7]

## Werke
- Re-Kreation eines mathematischen Konzeptes im chinesischen Diskurs: „Reihen“ vom 1. bis zum 19. Jahrhundert. Steiner Verlag, Stuttgart 1999, ISBN 978-3-515-07451-3.
- Nine Chapters on Mathematical Modernity: Essays on the Global Historical Entanglements of the Science of Numbers in China. Springer, Cham 2019, ISBN 978-3-319-93694-9.
- gemeinsam mit Wang Youjun et al. (Hrsg.): Zaoqi tongjixue jia zhuanlüe 早期统计学家传略 (Biographien von Statistikern der Vormoderne). China Statistics Press 中国统计出版社, Beijing 2020, ISBN 978-7-5037-9432-2.
- Li Shanlan. Catégories analogues d'accumulations discrètes. Les Belles Lettres, Paris 2023 (Bibliothèque chinoise, vol. 40).